# Ракув (гміна Оборники-Шльонські)
Ракув (пол. Raków) — село в Польщі, у гміні Оборники-Шльонські Тшебницького повіту Нижньосілезького воєводства.
Населення — 73 особи (2011).
У 1975-1998 роках село належало до Вроцлавського воєводства.

## Демографія
Демографічна структура станом на 31 березня 2011 року:
|          | Загалом | Допрацездатний вік | Працездатний вік | Постпрацездатний вік |
| -------- | ------- | ------------------ | ---------------- | -------------------- |
| Чоловіки | 40      | 7                  | 32               | 1                    |
| Жінки    | 33      | 7                  | 21               | 5                    |
| Разом    | 73      | 14                 | 53               | 6                    |